# Паладя
Паладя (рум. Paladea) — село в Окницком районе Молдавии. Наряду с сёлами Бырлэдень и Ружница входит в состав коммуны Бырлэдень.

## География
Село расположено на высоте 200 метров над уровнем моря, у реки Чугур.

## Население
По данным переписи населения 2004 года, в селе Паладя проживает 549 человек (260 мужчин, 289 женщин).
Этнический состав села:
| Национальность | Число жителей | Процентный состав |
| -------------- | ------------- | ----------------- |
| молдаване      | 513           | 93,44             |
| украинцы       | 26            | 4,74              |
| русские        | 5             | 0,91              |
| румыны         | 4             | 0,73              |
| прочие         | 1             | 0,18              |
| Всего          | 549           | 100 %             |

## Археология
К югу от села, справа от трассы Окница — Бельцы находятся три кургана, известные среди местных жителей под названием Паладинские могилы. Курганы расположены в ряд по гребню холма, на расстоянии 0,2 км друг от друга. Средняя насыпь высотой около 4 м, боковые две — около 1 м. Поверхность насыпей распахивается.